# Scolopendra metuenda
Scolopendra metuenda är en mångfotingart som beskrevs av Pocock 1895. Scolopendra metuenda ingår i släktet Scolopendra och familjen Scolopendridae. Inga underarter finns listade i Catalogue of Life.